# Cot Preh
Cot Preh is een bestuurslaag in het regentschap Aceh Besar van de provincie Atjeh, Indonesië. Cot Preh telt 851 inwoners (volkstelling 2010).